# Ollargan
Ollargan (hiszp. Estación de Ollargan, bas: Ollargango geltokia) – stacja kolejowa w Arrigorriaga, w prowincji Vizcaya we wspólnocie autonomicznej Kraj Basków, w Hiszpanii.
Jest częścią linii C-3 Cercanías Bilbao.

## Położenie stacji
Znajduje się na linii kolejowej Castejón – Bilbao w km 245,8, na wysokości 41 m n.p.m.

## Stacja
Stacja została otwarta w dniu 1 marca 1863 wraz z całym odcinkiem Bilbao-Orduña linii kolejowej łączącej docelowo Castejón z Bilbao. Prace były prowadzone przez Compañía del Ferrocarril de Tudela a Bilbao utworzonej w 1857. W 1865 przedsiębiorstwo ogłosiło upadłość, ponieważ nie mogło przezwyciężyć trudności gospodarczych wynikających z inwestycji w budowę linii i interwencji Banku Bilbao. W 1878 roku firma ta została przejęta przez Norte, która była właścicielem stacji aż do nacjonalizacji kolei w Hiszpanii w 1941 roku i utworzenia przedsiębiorstwa RENFE.
Od 31 grudnia 2004 linię obsługuje Renfe, podczas gdy budynkiem dworca zarządza Adif.

## Linie kolejowe
- Castejón – Bilbao